# Владімір Черник
Владімір Черник (Vladimír Černík; 9 липня 1917 — 2 квітня 2002) — колишній чехословацький тенісист.
Найвищим досягненням на турнірах Великого шолома було 4 коло в одиночному розряді.

## Часовий графік результатів
| W | Ф | ПФ | ЧФ | #Р | КТ | К# | DNQ | A | NH |

| Турніри Великого шолома                |    |    |    |    |    |
| Відкритий чемпіонат Австралії з тенісу |    |    |    |    |    |
| Відкритий чемпіонат Франції з тенісу   | 2р |    |    | 2р | 4р |
| Вімблдонський турнір                   | 2р | 3р | 4р | 1р | 2р |
| Відкритий чемпіонат США з тенісу       | 2р | 1р | 2р |    |    |